# Trigonoptera complicata
Trigonoptera complicata är en skalbaggsart som beskrevs av J. Linsley Gressitt 1984. Trigonoptera complicata ingår i släktet Trigonoptera och familjen långhorningar. Inga underarter finns listade i Catalogue of Life.